# Balohan
Balohan is een bestuurslaag in het regentschap Sabang van de provincie Atjeh, Indonesië. Balohan telt 2590 inwoners (volkstelling 2010).